# Trofeo Luigi Berlusconi
Il Trofeo Luigi Berlusconi è stato un torneo calcistico amichevole tenutosi con cadenza pressoché annuale dal 1991 al 2021.
Storicamente organizzato dal Milan quale società ospitante, è stato sospeso nel 2015 e successivamente ripreso per il solo 2021, con il Monza quale nuova squadra organizzatrice.

## Storia

La premiazione dell'edizione 1993

L'idea originaria del trofeo, istituito dall'allora proprietario del Milan, Silvio Berlusconi, in memoria del padre Luigi (1908-1989) oltreché per «creare un prodotto televisivo accattivante» nel periodo estivo, prevedeva che in ogni edizione, con sede fissa allo stadio Giuseppe Meazza di Milano, la squadra rossonera – organizzatrice della manifestazione – avrebbe affrontato una diversa società che, nel corso della propria storia, avesse vinto almeno una Coppa dei Campioni/UEFA Champions League oppure il suo equivalente sudamericano, la Coppa Libertadores. 
Nonostante gli intenti iniziali, già dall'edizione inaugurale del 1991 e poi ininterrottamente dal 1995 al 2012, l'avversaria pressoché fissa del Milan è stata la Juventus, grazie all'interesse mediatico esercitato da questa classica del calcio italiano: la sfida tra rossoneri e bianconeri è infatti andata in scena in ben diciannove delle ventiquattro edizioni complessive. Nella sua fase originaria, a due edizioni (1992 e 2015) ha preso parte l'Inter, mentre solo in tre casi hanno partecipato squadre non italiane: gli spagnoli del Real Madrid (1993), i tedeschi del Bayern Monaco (1994) e, unico club non europeo, gli argentini del San Lorenzo (2014).

Da sinistra: lo juventino Thuram e il milanista Ševčenko nell'edizione 2001.

La sfida ha fatto parte quasi sempre del precampionato estivo, disputandosi nel mese di agosto; hanno fatto eccezione l'edizione 2006, posticipata al gennaio 2007, e quelle del biennio 2014-2015, disputatesi in autunno. Nel 2013, invece, per la prima volta il trofeo non si era disputato a causa della difficoltà nel reperire in calendario una data utile al suo svolgimento.
Nonostante il suo carattere amichevole, fin dagli esordi e per il successivo ventennio il "Berlusconi" riuscì a godere di una notevole rilevanza presso media e tifosi, assurgendo ad «appuntamento clou del calcio d'estate» degli anni novanta e duemila oltreché a simbolico avvio ufficioso della stagione sportiva italiana; in aggiunta a ciò, nella congiuntura di uno dei periodi più floridi della Serie A, talvolta a vera e propria «vetrina ai colpi di mercato» dei due club.
Con gli anni duemiladieci, stante un panorama calcistico rivoluzionato per quanto concerne le amichevoli internazionali, il trofeo cominciò inesorabilmente a passare in secondo piano, snobbato sia dai club avversari sia dallo stesso Milan. Ciò ha contribuito a una prima soppressione della manifestazione nel 2016, contemporaneamente al sopraggiunto disimpegno di Berlusconi nella gestione della società rossonera, concretizzatosi nella cessione della stessa nel medesimo anno.
Con la famiglia Berlusconi nel frattempo impegnatasi in una nuova gestione calcistica, quella del Monza, nel 2021 è avvenuta una ripresa estemporanea del torneo, stavolta allo stadio Brianteo di Monza, tra i padroni di casa e nuovamente la Juventus. È rimasta questa l'ultima edizione del torneo, che a partire dal 2023, stante la morte di Silvio Berlusconi, è stato de facto sostituito dal nuovo Trofeo Silvio Berlusconi.

## Formula
Il regolamento prevedeva una singola partita che, in caso di parità al termine dei tempi regolamentari, veniva decisa mediante il ricorso diretto ai tiri di rigore.

## Albo d'oro
| Anno | Data            | Squadra in casa | Risultato       | Squadra in trasferta | Marcatori                                        | Marcatori                           | Arbitro             | Spettatori |
| Anno | Data            | Squadra in casa | Risultato       | Squadra in trasferta | Squadra in casa                                  | Squadra in trasferta                | Arbitro             | Spettatori |
| ---- | --------------- | --------------- | --------------- | -------------------- | ------------------------------------------------ | ----------------------------------- | ------------------- | ---------- |
| 1991 | 23 agosto 1991  | Milan           | 1 – 2           | Juventus             | 23' Maldini                                      | 18', 30' Casiraghi                  | Graziano Cesari     | 63143      |
| 1992 | 22 agosto 1992  | Milan           | 1 – 0           | Inter                | 4' Papin                                         | -                                   | Fabio Baldas        | 40899      |
| 1993 | 17 agosto 1993  | Milan           | 3 – 2           | Real Madrid          | 20' Simone, 23' Papin, 39' Boban                 | 42' Míchel, 55' (R) Zamorano        | Pierluigi Pairetto  | 20000      |
| 1994 | 17 agosto 1994  | Milan           | 1 – 0           | Bayern Monaco        | 67' Gullit                                       | -                                   | Pierluigi Collina   | 17626      |
| 1995 | 18 agosto 1995  | Milan           | 0 – 0 (5-6 dtr) | Juventus             | -                                                | -                                   | Pierluigi Collina   | 63143      |
| 1996 | 21 agosto 1996  | Milan           | 1 – 0           | Juventus             | 83' Eranio                                       | -                                   | Piero Ceccarini     | 67963      |
| 1997 | 19 agosto 1997  | Milan           | 3 – 1           | Juventus             | 54' Cruz, 60' Kluivert, 62' Weah                 | 31' Conte                           | Domenico Messina    | 76.697     |
| 1998 | 25 agosto 1998  | Milan           | 1 – 2           | Juventus             | 31' Bierhoff                                     | 66', 85' Inzaghi                    | Emilio Pellegrino   | 74358      |
| 1999 | 17 agosto 1999  | Milan           | 0 – 1           | Juventus             | -                                                | 26' Del Piero                       | Graziano Cesari     | 58799      |
| 2000 | 27 agosto 2000  | Milan           | 2 – 2 (6-7 dtr) | Juventus             | 2' José Mari, 35' (R) Ševčenko                   | 24' Trezeguet, 65' Inzaghi          | Graziano Cesari     | 59111      |
| 2001 | 18 agosto 2001  | Milan           | 1 – 1 (3-4 dtr) | Juventus             | 85' (R) Serginho                                 | 5' Del Piero                        | Gianluca Paparesta  | 60000      |
| 2002 | 18 agosto 2002  | Milan           | 0 – 0 (3-1 dtr) | Juventus             | -                                                | -                                   | Fiorenzo Treossi    | 51982      |
| 2003 | 17 agosto 2003  | Milan           | 0 – 2           | Juventus             | -                                                | 40' Del Piero, 45' Camoranesi       | Matteo Trefoloni    | 30657      |
| 2004 | 28 agosto 2004  | Milan           | 0 – 1           | Juventus             | -                                                | 46' Olivera                         | Tiziano Pieri       | 35849      |
| 2005 | 14 agosto 2005  | Milan           | 2 – 1           | Juventus             | 52' Kaká, 76' Serginho                           | 20' Vieira                          | Paolo Dondarini     | 30831      |
| 2006 | 6 gennaio 2007  | Milan           | 3 – 2           | Juventus             | 29' Inzaghi, 68' Seedorf, 86' Aubameyang         | 40' Nedved, 67' Del Piero           | Gianluca Rocchi     | 39000      |
| 2007 | 17 agosto 2007  | Milan           | 2 – 0           | Juventus             | 43', 46' Inzaghi                                 | -                                   | Luca Banti          | 25000      |
| 2008 | 17 agosto 2008  | Milan           | 4 – 1           | Juventus             | 21' Jankulovski, 25', 79' Ambrosini, 52' Inzaghi | 70' Pasquato                        | Nicola Rizzoli      | 41250      |
| 2009 | 17 agosto 2009  | Milan           | 1 – 1 (6-5 dtr) | Juventus             | 69' Pato                                         | 28' Diego                           | Daniele Orsato      | 41906      |
| 2010 | 22 agosto 2010  | Milan           | 0 – 0 (4-5 dtr) | Juventus             | -                                                | -                                   | Andrea Romeo        | 40000      |
| 2011 | 21 agosto 2011  | Milan           | 2 – 1           | Juventus             | 9' Boateng, 23' Seedorf                          | 57' Vučinić                         | Christian Brighi    | 41302      |
| 2012 | 19 agosto 2012  | Milan           | 2 – 3           | Juventus             | 9', 77' (R) Robinho                              | 12' Marchisio, 42' Vidal, 64' Matri | Marco Guida         | 30000      |
| 2014 | 5 novembre 2014 | Milan           | 2 – 0           | San Lorenzo          | 30' Pazzini, 84' Bonaventura                     | -                                   | Massimiliano Irrati | 5153       |
| 2015 | 21 ottobre 2015 | Milan           | 0 – 1           | Inter                | -                                                | 12' Kondogbia                       | Marco Di Bello      | 15772      |
| 2021 | 31 luglio 2021  | Monza           | 1 – 2           | Juventus             | 87' D'Alessandro                                 | 13' Ranocchia, 53' Kulusevski       | Ivano Pezzuto       | ca 1000    |

## Statistiche
Inter, Juventus e Milan sono le uniche tre squadre a essersi aggiudicate il trofeo. L'allenatore ad aver vinto più volte il trofeo è Carlo Ancelotti con sette successi, cinque coi rossoneri e due coi bianconeri, seguito da Fabio Capello a quota cinque, quattro coi milanesi e uno coi torinesi, e Marcello Lippi a quota quattro, tutti coi piemontesi. Il capocannoniere assoluto della competizione è Filippo Inzaghi che ha realizzato sette reti, quattro con la maglia rossonera e tre con quella bianconera, davanti ad Alessandro Del Piero che ne ha messe a segno quattro, tutte con la casacca juventina.

La Juventus, qui vittoriosa nel 1995, tra le squadre ospiti del trofeo è quella che ha giocato più edizioni (20) e totalizzato più successi (11).

Per sei volte la sfida si è decisa ai tiri di rigore, sempre tra Juventus e Milan: in quattro occasioni hanno prevalso i piemontesi, nelle restanti due i lombardi. Del Milan è la miglior striscia positiva, con cinque successi consecutivi dal 2005 al 2009, mentre la Juventus si è fermata a quattro nel periodo che va dal 1998 al 2001. Ancora a favore dei rossoneri è il risultato più netto, col successo sui bianconeri per 4-1 nell'edizione del 2008.

### Sede
L'evento è stato ospitato, nel corso delle 25 edizioni, da due sedi diverse:
- Stadio Giuseppe Meazza di Milano (1991-2012, 2014-2015): 24 edizioni
- Stadio Brianteo di Monza (2021): una edizione

### Partecipazioni

#### Organizzatori
- 24 –  Milan
- 1 –  Monza

#### Ospiti
- 20 –  Juventus
- 2 –  Inter
- 1 –  Real Madrid
- 1 –  Bayern Monaco
- 1 –  San Lorenzo

### Vittorie per squadra
- 13 –  Milan (1992, 1993, 1994, 1996, 1997, 2002, 2005, 2006, 2007, 2008, 2009, 2011, 2014)
- 11 –  Juventus (1991, 1995, 1998, 1999, 2000, 2001, 2003, 2004, 2010, 2012, 2021)
- 1 –  Inter (2015)

### Classifica marcatori
Giocatori che hanno messo a segno almeno due reti in una o più edizioni.
| Gol | Rigori |  | Giocatore            | Squadra                 |
| --- | ------ |  | -------------------- | ----------------------- |
| 7   |        |  | Filippo Inzaghi      | Milan (4), Juventus (3) |
| 4   | 2      |  | Alessandro Del Piero | Juventus                |
| 2   |        |  | Massimo Ambrosini    | Milan                   |
| 2   |        |  | Pierluigi Casiraghi  | Juventus                |
| 2   |        |  | Jean-Pierre Papin    | Milan                   |
| 2   |        |  | Clarence Seedorf     | Milan                   |
| 2   | 1      |  | Robinho              | Milan                   |
| 2   | 1      |  | Serginho             | Milan                   |

### Riconoscimento per gli allenatori
Dall'edizione del 2010 a quella del 2012 è stato premiato anche l'allenatore della squadra vincente con un trofeo offerto da uno sponsor; la coppa, nota come Mediaset Premium Cup per le prime due edizioni, è stata sostituita nella terza e ultima dalla MSC Crociere Cup.
- 2010 – Luigi Delneri
- 2011 – Massimiliano Allegri
- 2012 – Massimo Carrera[22]